# Nenúfares (série de Monet)
Nenúfares (ou, em francês:  Nymphéas) é uma série de aproximadamente 250 pinturas a óleo do pintor impressionista francês Claude Monet (1840-1926). Estas pinturas representam o jardim de flores de Monet em Giverny e foram o foco principal da produção artística de Monet nos últimos trinta anos da sua vida. Muitas das obras foram pintadas quando Monet já sofria de cataratas.
Monet pintou várias séries sobre este tema:
- Lagoas com nenúfares (Bassins aux nymphéas, 1899-1900)
- Nenúfares, séries de paisagens aquáticas (Les Nymphéas, séries de paysages d'eau, 1903-1908)
- A Ponte japonesa (Le Pont japonais, 1918-1924)[3]

As pinturas estão expostas em museus por todo o mundo bem como fazendo parte de coleções particulares conforme se indica parcialmente na Lista cronológica mais abaixo.

## Enquadramento

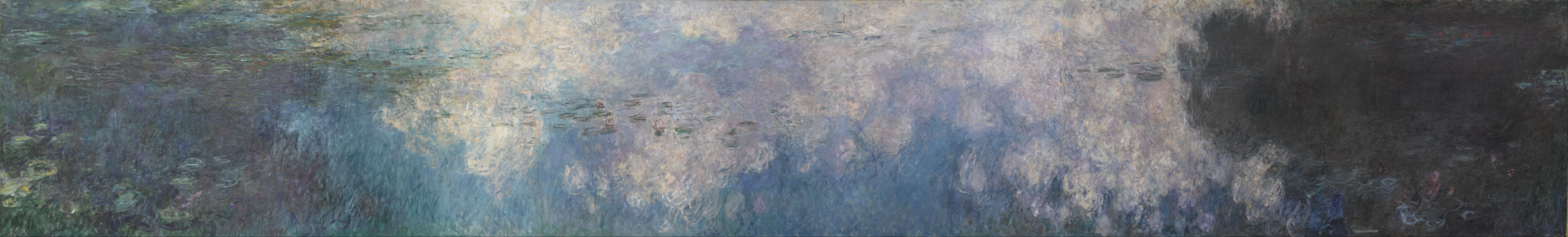
Os Nenúfares - As Nuvens (1920–1926), Claude Monet, Musée de l'Orangerie

A contínua e prolongada preferência de Monet de criação e exposição de pinturas relativas ao assunto começou em 1895, apresentando-se a seguir factos importantes relativos à série Os Nenúfaresː
- Maio de 1895: Monet começa a pintar os Nenúfares.
- Novembro de 1901: em Giverny, o artista desvia o Epte para que a água do rio possa alimentar as suas necessidades e possa regar as suas plantas exóticas.
- 1902: início de facto da série Os Nenúfares.
- 1906: a série dos Nenúfares avança lentamente. Monet remodela muitos quadros, tendo inclusive destruído vários e adiado a exposição da série.
- 6 de maio - 5 junho de 1909: O galerista Paul Durand-Ruel expõe quarenta e oito quadros de Nenúfares.
- 1910: alargamento do lago dos Nenúfares.
- Julho de 1912: diagnóstico de cataratas a Monet.
- 1914: incentivado por Georges Clemenceau, Monet inicia uma série de telas decorativas tendo por tema os Nenúfares.
- 12 de abril de 1922: Monet assina em Vernon (Eure), perante notário, uma declaração de doação pela qual se compromete a entregar os painéis de Nenúfares ao Estado francês em abril de 1924. Quase cego e desejoso de conclui os painéis, faz cirurgia aos olhos.
- Fevereiro de 1924: Durand-Ruel expõe vários quadros recentes de Nenúfares em Nova Iorque.
- 1924: Clemenceau adia a entrega dos painéis por causa dos problemas de visão de Monet.
- 5 de Dezembro de 1926: morte do pintor com a idade de 86 anos em Giverny.
- 17 de maio de 1927: inauguração oficial da exposição dos Nenúfares no Museu da Orangerie.

Quando inicia a série dos Nenúfares, Monet já tinha trabalhado desde 1889 em séries de pinturas sobre o mesmo tema em que só a luz varia. Assim, realizou dez quadros sobre o Vale do Creuse, expostos na Galerie Georges Petit, a série Montes de Feno (Les Meules), a série da Catedral de Rouen e os quadros da Gare de Saint-Lazare.

## OsNenúfaresdo Orangerie

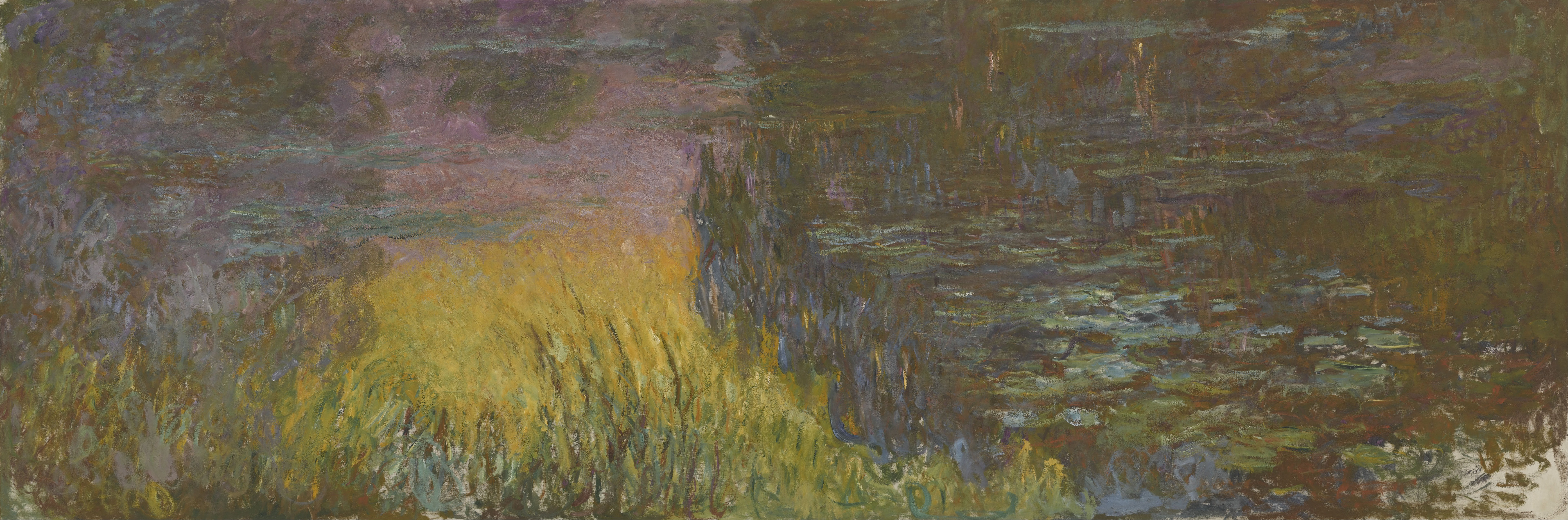
Claude Monet, Os Nenúfares - Pôr do Sol (1920–1926), Musée de l'Orangerie

Foi no tempo de Georges Clemenceau que Claude Monet decidiu instalar no Orangerie do Jardim das Tulherias um grande conjunto mural. Trabalhou lá a partir de 1914, mas durante oito anos o projeto foi objeto de duras negociações com os poderes públicos nas quais Clemenceau desempenhou um papel decisivo.
Durante os anos 1920, o Estado francês construiu duas salas ovais para a exposição permanente das oito pinturas da lagoa de nenúfares de Monet. Estas oito composições têm a mesma altura (2 metros), mas comprimento variável (de 5,99 a 17.00 metros), cobrindo as paredes. O conjunto forma uma área de cerca de  200 m2 o que faz dela uma das realizações mais monumentais do século XX. Monet pintou estas composições para que fossem suspensas em círculo, como se um dia ou as quatro estações passassem perante a visão dos espectadores.
A exposição abriu ao público em 16 de maio de 1927, alguns meses após a morte de Monet. Sessenta das pinturas de Nenúfares de Monet vindas de todo o mundo foram juntas numa exposição especial no Musée de l'Orangerie em 1999.

## Pinturas em leilão

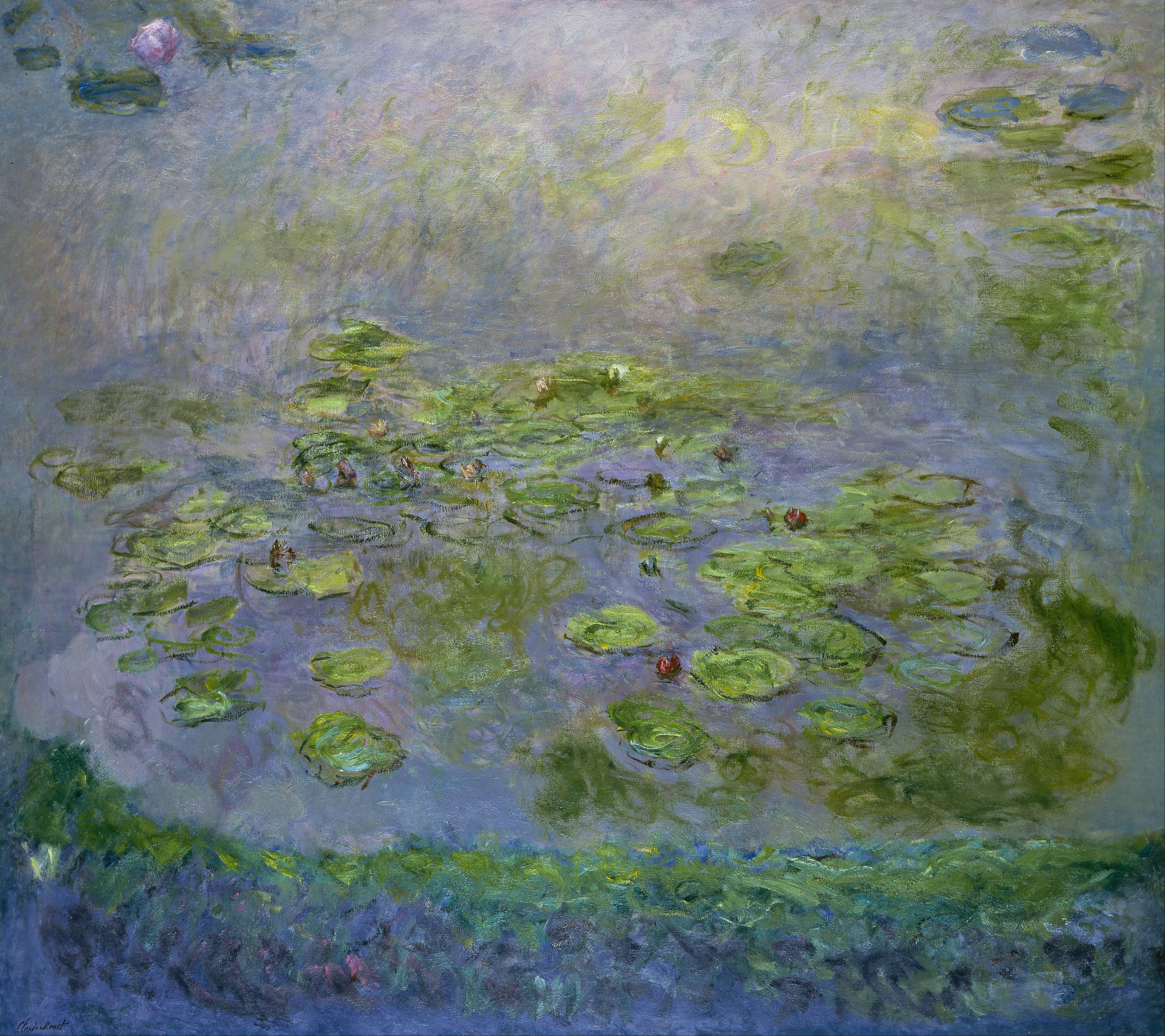
Nenúfares (Nymphéas, 1914-1917), Claude Monet, National Gallery da Austrália

Em 19 de Junho de 2007, um dos quadros de Nenúfares foi vendido por £18.5 milhões num leilão da Sotheby's em Londres. Em 24 de junho de 2008, outro quadro de Nenúfares de Monet's, Le Bassin aux Nymphéas, foi vendido por quase £41 milhões na Christie's também de Londres.
Em Maio de 2010, foi anunciado que o quadro Nenúfares de 1906 iria a leilão em Londres em Junho seguinte, tendo um preço de venda estimado entre £30 e £40 milhões. Giovanna Bertazzoni, directora de leilões e responsável de impressionismo e arte moderna da Christie's, afirmou que "as pinturas de Nenúfares de Claude Monet estão entre as obras mais reconhecidas e celebradas do século XX e foram extremamente influentes sobre muitas das gerações seguintes de artistas." O leilão ocorreu em 23 de Junho de 2010 tendo havido licitações até £29 milhões, acabando por não se concretizar a venda.
Em 6 de Maio de 2014, um dos quadros de Nenúfares foi leiloado pela Christie's de Nova Iorque por $27 milhões.

## Lista cronológica e não exaustiva dos quadros
| Quadro | Título                                                                                               | Data         | Dimensões   | Local de exposição                                                      |
| ------ | --- | ------------ | ----------- | ----------------------------------------------------------------------- |
|        | Nenúfares (Nymphéas)                                                                                 | 1897-1898    | 66x104cm    | Los Angeles County Museum of Art: LACMA, Los Angeles                    |
|        | Nenúfares (Nymphéas)                                                                                 | 1897-1899    | 81x100cm    | Galeria Nacional de Arte Moderna e Contemporânea, Roma                  |
|        | O Lago com nenúfares, harmonia verde (Le Bassin aux nymphéas, harmonie verte)                        | 1899         | 89,5x92,5cm | Musée d'Orsay, Paris                                                    |
|        | Nenúfares e ponte japonesa                                                                           | 1899         |             | Princeton University Art Museum                                         |
|        | Ponte sobre lago de nenúfares                                                                        | 1899         | 93x74cm     | Metropolitan Museum of Art , New York                                   |
|        | Nenúfares brancos                                                                                    | 1899         |             | Museu Pushkin, Moscovo                                                  |
|        | Ponte japonesa e lago de nenúfares                                                                   | 1899         | 89x93cm     | Museu de Arte de Filadélfia                                             |
|        | O Lago com nenúfares                                                                                 | 1899         | 88x93cm     | National Gallery, Londres                                               |
|        | A Ponte japonesa ou O Lago com nenúfares                                                             | 1900         |             | Museu de Belas Artes de Boston                                          |
|        | A Ponte japonesa                                                                                     | 1900         |             | Museu de Arte de Filadélfia                                             |
|        | Nenúfares (Nymphéas)                                                                                 | 1903         | 90x96cm     | Musée d'art moderne André Malraux, Le Havre                             |
|        | Nenúfares (Nymphéas)                                                                                 | 1903         |             | Dayton Art Institute, Ohio                                              |
|        | O Lago com nenúfares (Le Bassin des Nympheas)                                                        | 1904         | 88x91cm     | Museu de Arte de Denver                                                 |
|        | Nenúfares (Nymphéas)                                                                                 | 1904         | 81x100cm    | Coleção particular, França                                              |
|        | Nenúfares (Nymphéas) (W1671)                                                                         | 1905         | 100cm       | Museu de Belas Artes de Boston                                          |
|        | Nenúfares (Nymphéas)                                                                                 | 1905         | 99cm        | Vendido pela Christie's, Nova Iorque, 7 de novembre de 2012             |
|        | Nenúfares (Nymphéas)                                                                                 | 1906         | 94cm        | Art Institute of Chicago                                                |
|        | Lagoa com nenúfares                                                                                  | 1907         |             | Museu de Israel (Jerusalém)                                             |
|        | Nenúfares (Nymphéas)                                                                                 | 1907         | 92cm        | Kawamura Memorial DIC Museum of Art, Sakura (Chiba)Japão                |
|        | Nenúfares (Nymphéas)                                                                                 | 1907         |             | Bridgestone Museum of Art, Tokyo                                        |
|        | Nenúfares (Nymphéas)                                                                                 | 1907         | 81cm        | Museu de Belas-Artes de Houston                                         |
|        | O lago com nenúfares, ou, Os nenúfares em Giverny (Le bassin aux nymphéas ou Les nymphéas à Giverny) | 1907         | 100x200cm   | Museu de Belas Artes de Nantes                                          |
|        | Nenúfares ao pôr-do-sol (Nymphéas au soleil couchant)                                                | 1907         | 73x93cm     | National Gallery, Londres                                               |
|        | Nenúfares (Nymphéas)                                                                                 | 1908         |             | Tokyo Fuji Art Museum                                                   |
|        | Nenúfares (Nymphéas) (W1733)                                                                         | 1907         | 93cm        | Worcester Art Museum, Worcester (Massachusetts)                         |
|        | Nenúfares (Nymphéas)                                                                                 | 1908         | 92cm        | Coleção privada, Saint-Gall                                             |
|        | Nenúfares (Nymphéas)                                                                                 | 1908         | Diam. 80 cm | Dallas Museum of Art, Dallas                                            |
|        | Nenúfares (Nymphéas)                                                                                 | 1914-1917    | 202cm       | Galeria Nacional da Austrália (Canberra)                                |
|        | Nenúfares e salgueiros, manhã clara (Nymphéas et saules, matin clair)                                | 1914-1926    | 1257cm      | Musée de l'Orangerie (Paris)                                            |
|        | Nenúfares, reflexos verdes (Nymphéas, reflets verts)                                                 | 1914-1926    | 200x850cm   | Musée de l'Orangerie (Paris)                                            |
|        | Nenúfares, Pôr-do-sol (Nymphéas, Soleil couchant)                                                    | 1914-1926    | 600cm       | Musée de l'Orangerie (Paris)                                            |
|        | Nenúfares, Nuvens (Nymphéas, nuages)                                                                 | 1914-1926    | 1275cm      | Musée de l'Orangerie (Paris)                                            |
|        | Nenúfares, os dois salgueiros(Nymphéas, les deux saules)                                             | 1914-1926    | 200x1700cm  | Musée de l'Orangerie (Paris)                                            |
|        | Nenúfares, reflexos de árvore (Nymphéas, reflets d'arbre)                                            | 1914-1926    | 850cm       | Musée de l'Orangerie (Paris)                                            |
|        | Nenúfares (Nymphéas)                                                                                 | 1915-1926    | 425cm       | Museu de Arte Nelson-Atkins, Kansas City (Missouri)                     |
|        | Nenúfares (Nymphéas)                                                                                 | vers 1915    | 200x425cm   | Nova Pinacoteca (Munique)                                               |
|        | Nenúfares (Nymphéas)                                                                                 | 1915         |             | Museu Marmottan Monet (Paris)                                           |
|        | Nenúfares brancos e amarelos                                                                         | 1915-1917    | 200x200cm   | Museu Oskar Reinhart, Winterthur                                        |
|        | O Lago de nenúfares                                                                                  | 1915-1926    |             | Museu de Arte Chichū, Takamatsu, Japão                                  |
|        | Nenúfares (Nymphéas)                                                                                 | 1916         | 200x200cm   | Musée Marmottan Monet,Paris                                             |
|        | Nenúfares (Nymphéas) (W1800)                                                                         | 1916         | 200x200cm   | Museu Nacional de Arte Ocidental,Tokyo                                  |
|        | Nenúfares (Nymphéas)                                                                                 | 1916 (après) | 200x427cm   | National Gallery, Londres                                               |
|        | Nenúfares, salgueiros refletidos (Nymphéas, reflets de saule)                                        | 1916-1919    | 200x200cm   | Museu Marmottan Monet, Paris                                            |
|        | Lago de nenúfares e salgueiros (Water-Lily Pond and Weeping Willow)                                  | 1916-1919    | 140x150cm   | Coleção particular, vendido na Christie's de Nova Iorque, em 18-11-1998 |
|        | Nenúfares azuis (Nymphéas bleus)                                                                     | 1916-1919    | 200x200cm   | Musée d'Orsay (Paris)                                                   |
|        | Nenúfares (Nymphéas)                                                                                 | 1917-1919    |             | Museu de Arte, Honolulu                                                 |
|        | Lago de nenúfares (Bassin aux nymphéas)                                                              | 1917-1919    |             | Galeria Albertina, Viena de Áustria                                     |
|        | Lago de nenúfares (Bassin aux nymphéas)                                                              | 1917-1920    | 200cm       | Fundação Beyeler, Riehen, Áustria                                       |
|        | Lagoa de nenúfares (Le Bassin aux nymphéas)                                                          | 1919         |             | Metropolitan Museum of Art, New York                                    |
|        | Nenúfares (Les Nymphéas)                                                                             | 1920-1926    | 219x602cm   | Musée de l'Orangerie                                                    |
|        | Reflexos de nuvens no lago de Nenúfares (Reflets de nuages sur le bassin aux Nymphéas)               | 1920         | 200x276cm   | Museum of Modern Art (New York)                                         |
|        | A ponte japonesa (Le Pont japonais)                                                                  | 1918-1924    | 115x89cm    | Fundação Beyeler, Riehen, Áustria                                       |
|        | A ponte japonesa (Le Pont japonais)                                                                  | 1919-1924    |             | Museu Van Gogh (Amsterdão)                                              |
|        | A ponte japonesa (Le Pont japonais)                                                                  | 1920-1922    |             | Museum of Modern Art, New York                                          |
|        | A ponte japonesa, Giverny (Le Pont japonais, Giverny)                                                | 1920-1924    | 94x89cm     | Museu de Belas-Artes de Houston                                         |
|        | A ponte japonesa, sobre o lago de nenúfares (Le Pont japonais, sur le bassin aux nymphéas)           | 1920-1924    | 89x92cm     | Museu de Arte de São Paulo, São Paulo.                                  |
|        | Nenúfares e Ponte japonesa (Nymphéas et Pont japonais)                                               | 1920-1924    |             | Philadelphia Museum of Art                                              |
|        | Jardim aquático em Giverny (Jardin d'eau à Giverny)                                                  | 1920         | 118x83cm    | Museu de Grenoble                                                       |
|        | Nenúfares (Nymphéas)                                                                                 | 1922         | 200x213cm   | Museu de Arte de Toledo (Ohio)                                          |